# Frank Clark
Frank Clark (Rowlands Gill, 9 settembre 1943) è un ex calciatore e allenatore di calcio inglese, di ruolo difensore.

## Carriera
Attivo da calciatore nel ruolo di terzino sinistro, il 12 ottobre 2011 ha assunto la presidenza del Nottingham Forest dopo essere già stato giocatore e allenatore del club inglese. Il 17 gennaio 2013 viene licenziato dalla nuova proprietà, perdendo così il ruolo di ambasciatore del club.

## Statistiche

### Statistiche da allenatore
| Stagione                 | Squadra                  | Campionato               | Campionato | Campionato | Campionato | Campionato | Coppe nazionali | Coppe nazionali | Coppe nazionali | Coppe nazionali | Coppe nazionali | Coppe continentali | Coppe continentali | Coppe continentali | Coppe continentali | Coppe continentali | Altre coppe | Altre coppe | Altre coppe | Altre coppe | Altre coppe | Totale | Totale | Totale | Totale | % Vittorie | Piazzamento |
| Stagione                 | Squadra                  | Comp                     | G          | V          | N          | P          | Comp            | G               | V               | N               | P               | Comp               | G                  | V                  | N                  | P                  | Comp        | G           | V           | N           | P           | G      | V      | N      | P      | %          | Piazzamento |
| ------------------------ | ------------------------ | ------------------------ | ---------- | ---------- | ---------- | ---------- | --------------- | --------------- | --------------- | --------------- | --------------- | ------------------ | ------------------ | ------------------ | ------------------ | ------------------ | ----------- | ----------- | ----------- | ----------- | ----------- | ------ | ------ | ------ | ------ | ---------- | ----------- |
| 1983-1984                | Leyton Orient            | TD                       | 46         | 18         | 9          | 19         | FACup+CdL       | 1+2             | 0+0             | 0+1             | 1+1             | -                  | -                  | -                  | -                  | -                  | FLT         | 1           | 0           | 0           | 1           | 50     | 18     | 10     | 22     | 36,00      | 11º         |
| 1984-1985                | Leyton Orient            | TD                       | 46         | 11         | 13         | 22         | FACup+CdL       | 4+4             | 3+1             | 0+1             | 1+2             | -                  | -                  | -                  | -                  | -                  | FLT         | 5           | 3           | 2           | 0           | 59     | 18     | 16     | 25     | 30,51      | 22º         |
| 1985-1986                | Leyton Orient            | FoD                      | 46         | 20         | 12         | 14         | FACup+CdL       | 6+4             | 3+2             | 2+1             | 1+1             | -                  | -                  | -                  | -                  | -                  | FLT         | 3           | 2           | 0           | 1           | 59     | 27     | 15     | 17     | 45,76      | 5º          |
| 1986-1987                | Leyton Orient            | FoD                      | 46         | 20         | 9          | 17         | FACup+CdL       | 4+2             | 2+0             | 1+1             | 1+1             | -                  | -                  | -                  | -                  | -                  | FLT         | 2           | 0           | 0           | 2           | 55     | 22     | 11     | 21     | 40,00      | 7º          |
| 1987-1988                | Leyton Orient            | FoD                      | 46         | 19         | 12         | 15         | FACup+CdL       | 4+2             | 3+0             | 0+1             | 1+1             | -                  | -                  | -                  | -                  | -                  | FLT         | 3           | 0           | 3           | 0           | 55     | 22     | 16     | 17     | 40,00      | 8º          |
| 1988-1989                | Leyton Orient            | FoD                      | 46+4       | 21+2       | 12+1       | 13+1       | FACup+CdL       | 3+5             | 0+2             | 2+1             | 1+2             | -                  | -                  | -                  | -                  | -                  | FLT         | 3           | 1           | 1           | 1           | 61     | 26     | 17     | 18     | 42,62      | 6º          |
| 1989-1990                | Leyton Orient            | TD                       | 46         | 16         | 10         | 20         | FACup+CdL       | 1+4             | 0+2             | 0+1             | 1+1             | -                  | -                  | -                  | -                  | -                  | FLT         | 3           | 1           | 0           | 2           | 54     | 19     | 11     | 24     | 35,19      | 14º         |
| 1990-1991                | Leyton Orient            | TD                       | 46         | 18         | 10         | 18         | FACup+CdL       | 5+6             | 2+2             | 2+3             | 1+1             | -                  | -                  | -                  | -                  | -                  | FLT         | 2           | 0           | 0           | 2           | 59     | 22     | 15     | 22     | 37,29      | 13º         |
| Totale Leyton Orient     | Totale Leyton Orient     | Totale Leyton Orient     | 368+4      | 143+2      | 87+1       | 138+1      |                 | 57              | 22              | 17              | 18              |                    | -                  | -                  | -                  | -                  |             | 22          | 7           | 6           | 9           | 451    | 174    | 111    | 166    | 38,58      |             |
| 1993-1994                | Nottingham Forest        | FD                       | 46         | 23         | 14         | 9          | FACup+CdL       | 2+7             | 0+3             | 1+3             | 1+1             | -                  | -                  | -                  | -                  | -                  | -           | -           | -           | -           | -           | 55     | 26     | 18     | 11     | 47,27      | 2º          |
| 1994-1995                | Nottingham Forest        | PL                       | 42         | 22         | 11         | 9          | FACup+CdL       | 2+4             | 1+2             | 0+1             | 1+1             | -                  | -                  | -                  | -                  | -                  | -           | -           | -           | -           | -           | 48     | 25     | 12     | 11     | 52,08      | 3º          |
| 1995-1996                | Nottingham Forest        | PL                       | 38         | 15         | 13         | 10         | FACup+CdL       | 7+2             | 3+0             | 3+1             | 1+1             | CU                 | 8                  | 3                  | 2                  | 3                  | -           | -           | -           | -           | -           | 55     | 21     | 19     | 15     | 38,18      | 9º          |
| ago.-dic. 1996           | Nottingham Forest        | PL                       | 17         | 1          | 7          | 10         | FACup+CdL       | 0+3             | 1               | 1               | 1               | -                  | -                  | -                  | -                  | -                  | -           | -           | -           | -           | -           | 20     | 2      | 8      | 11     | 10,00      | Eson.       |
| Totale Nottingham Forest | Totale Nottingham Forest | Totale Nottingham Forest | 144        | 61         | 45         | 38         |                 | 27              | 10              | 10              | 7               |                    | 8                  | 3                  | 2                  | 3                  |             | -           | -           | -           | -           | 179    | 74     | 57     | 48     | 41,34      |             |
| dic. 1996-1997           | Manchester City          | FD                       | 21         | 9          | 8          | 4          | FACup+CdL       | 3+0             | 2               | 0               | 1               | -                  | -                  | -                  | -                  | -                  | -           | -           | -           | -           | -           | 24     | 11     | 8      | 5      | 45,83      | 14º         |
| 1997-feb. 1998           | Manchester City          | FD                       | 31         | 7          | 9          | 15         | FACup+CdL       | 2+2             | 1+1             | 0+0             | 1+1             | -                  | -                  | -                  | -                  | -                  | -           | -           | -           | -           | -           | 35     | 9      | 9      | 17     | 25,71      | Eson.       |
| Totale Manchester City   | Totale Manchester City   | Totale Manchester City   | 52         | 16         | 17         | 19         |                 | 7               | 4               | 0               | 3               |                    | -                  | -                  | -                  | -                  |             | -           | -           | -           | -           | 59     | 20     | 17     | 22     | 33,90      |             |
| Totale carriera          | Totale carriera          | Totale carriera          | 568        | 222        | 150        | 196        |                 | 91              | 36              | 27              | 28              |                    | 8                  | 3                  | 2                  | 3                  |             | 22          | 7           | 6           | 9           | 689    | 268    | 185    | 236    | 38,90      |             |

## Palmarès

### Competizioni nazionali
- Seconda divisione: 1

Newcastle United: 1964-1965
- Campionato inglese: 1

Nottingham Forest: 1977-1978
- Coppa di Lega inglese: 2

Nottingham Forest: 1977-1978, 1978-1979
- Charity Shield: 1

Nottingham Forest: 1978

### Competizioni internazionali
- Coppa delle Fiere: 1

Newcastle United: 1968–1969
- Coppa Anglo-Scozzese: 1

Nottingham Forest: 1977
- Coppa dei Campioni: 1

Nottingham Forest: 1978-1979
- Coppa Anglo-Italiana: 1

Newcastle: 1973